# Tyłowo

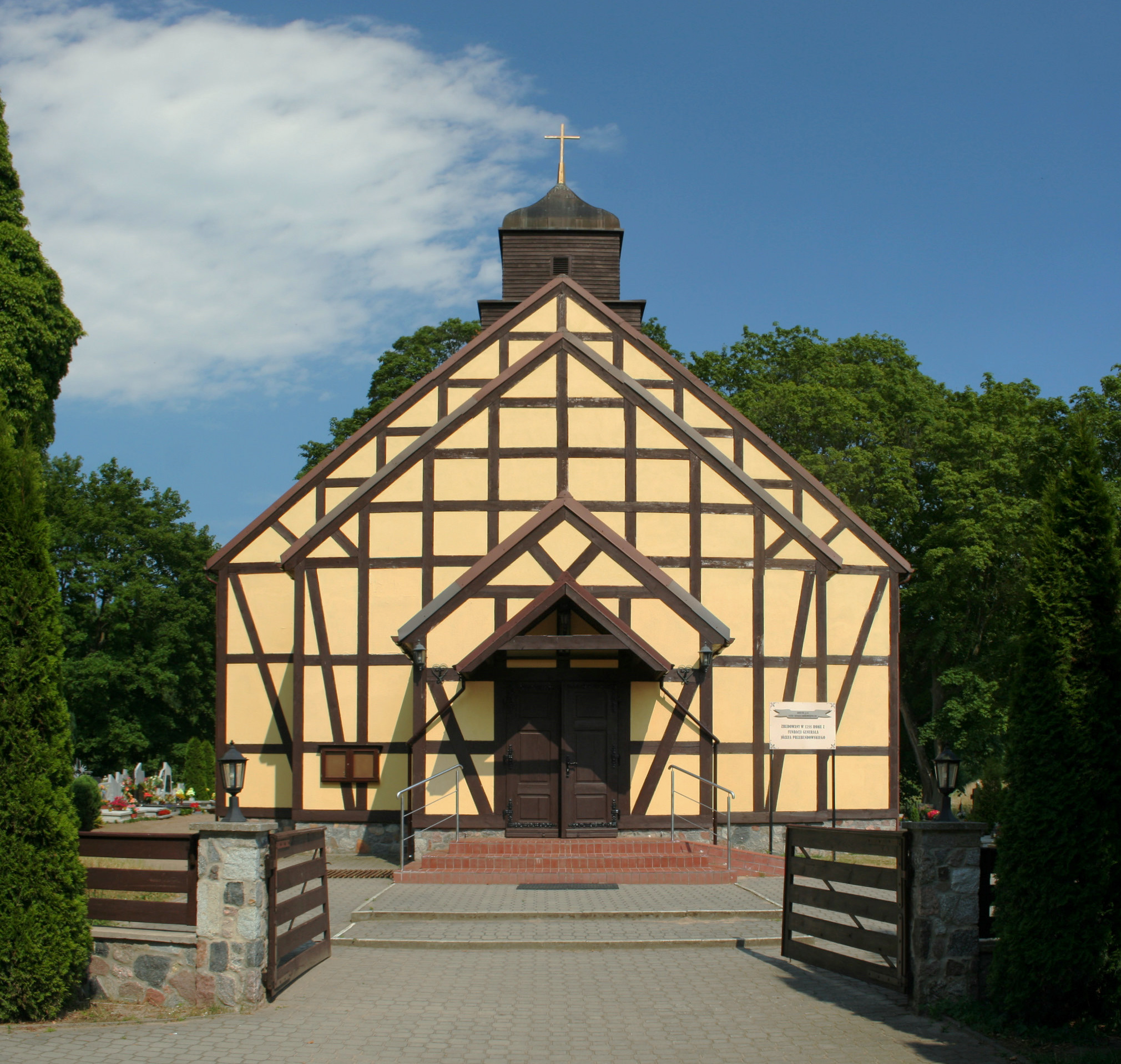
Dorfkirche

Tyłowo (deutsch Tillau) ist ein Dorf im Powiat Pucki (Powiat Putzig) der polnischen Woiwodschaft Pommern.

## Geographische Lage
Der Ort liegt in der historischen Region Westpreußen, westlich der Danziger Bucht, etwa 15 Kilometer nordwestlich von Wejherowo (Neustadt in Westpreußen), 20 Kilometer westlich von Puck (Putzig) und 13 Kilometer südlich der Ostsee.

## Geschichte

Tillau westlich der Danziger Bucht, nordwestlich von Neustadt in Westpreußen und westlich von Putzig, auf einer Landkarte von 1910

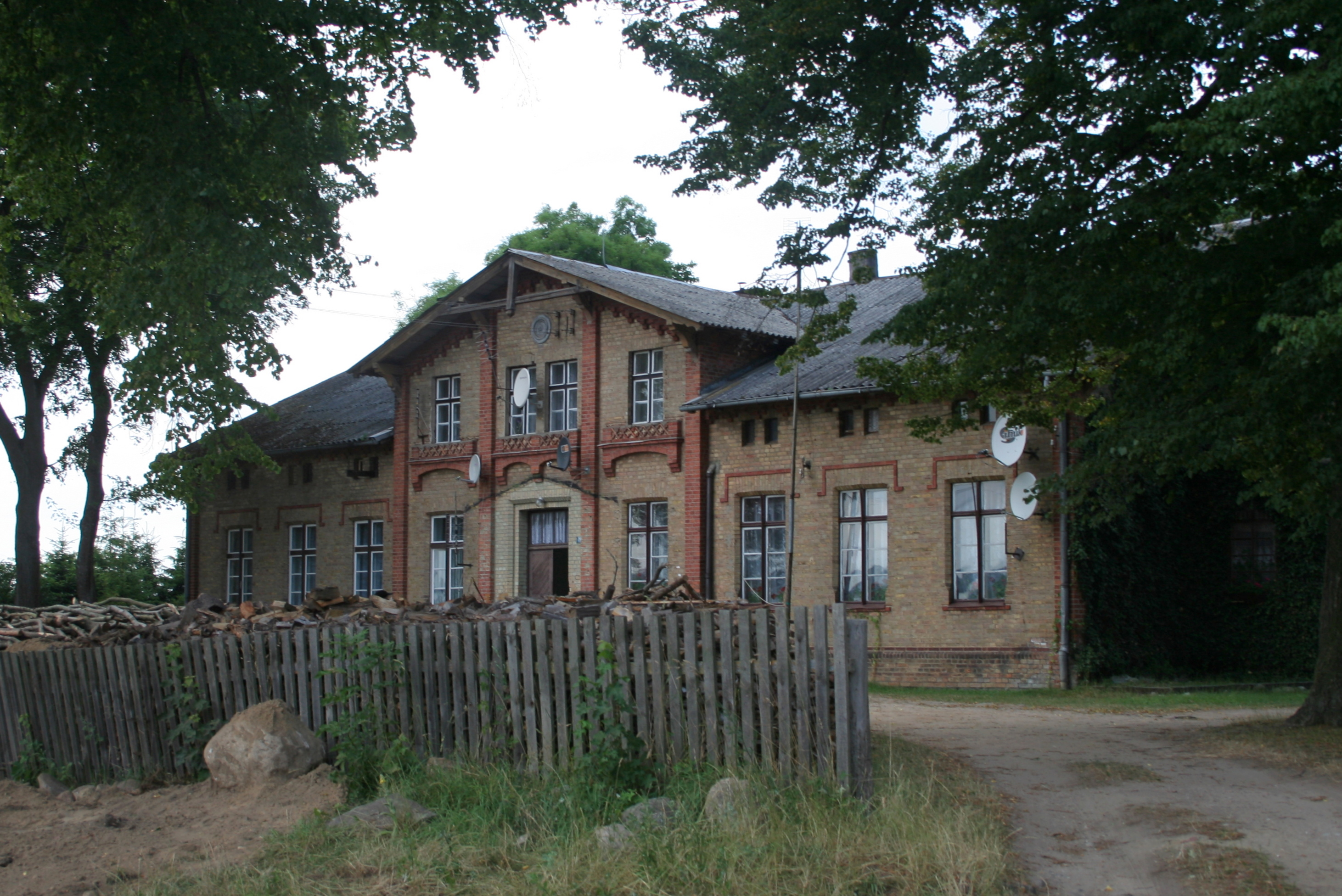
Ehemaliges Herrenhaus des Guts Tillau

Im Jahr 1789 wird Tillau als ein adeliges Dorf und Vorwerk mit einer katholischen Pfarrkirche beschrieben, das 15 Feuerstellen (Haushaltungen) aufweist. Im 19. Jahrhundert war Tillau ein Rittergut, mit dem ein Patrimonialgericht verbunden war, das nicht von königlichen Gerichten verwaltet wurde. Es gehörte zum Amtsbezirk Rieben.
Vor 1919 gehörte Tillau zum Kreis Putzig im Regierungsbezirk Danzig der Provinz Westpreußen des Deutschen Reichs.
Nach dem Ersten Weltkrieg musste Tillau aufgrund der Bestimmungen des Versailler Vertrags am 10. Januar 1920 zum Zweck der Einrichtung des Polnischen Korridors an Polen abgetreten werden. Tillau erhielt den polnischen Namen Tyłowo.
Durch den Überfall auf Polen 1939 kam das Territorium des polnischen Korridors völkerrechtswidrig an das Reichsgebiet. Gegen Ende des Zweiten Weltkriegs wurde der Ort im Frühjahr 1945 von der Roten Armee besetzt.

### Bevölkerungsentwicklung
| Jahr | Einwohner | Anmerkungen       |
| ---- | --------- | ----------------- |
| 1816 | 93        | [ 5 ]             |
| 1864 | 165       | [ 6 ]             |
| 1871 | 151       | in 17 Wohnhäusern |
| 1910 | 156       | [ 8 ]             |